# Buchenfarn
Der Buchenfarn (Phegopteris connectilis (Michx.) Watt) ist eine Pflanzenart in der Familie der Sumpffarngewächse (Thelypteridaceae). Der Buchenfarn ist die einzige in Europa, beispielsweise auch in Mitteleuropa heimische von insgesamt drei Arten der Gattung Phegopteris.

## Beschreibung

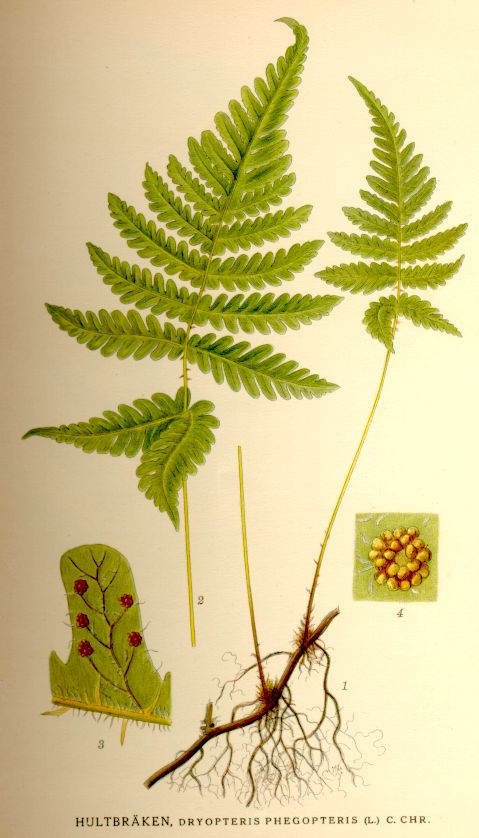
Illustration

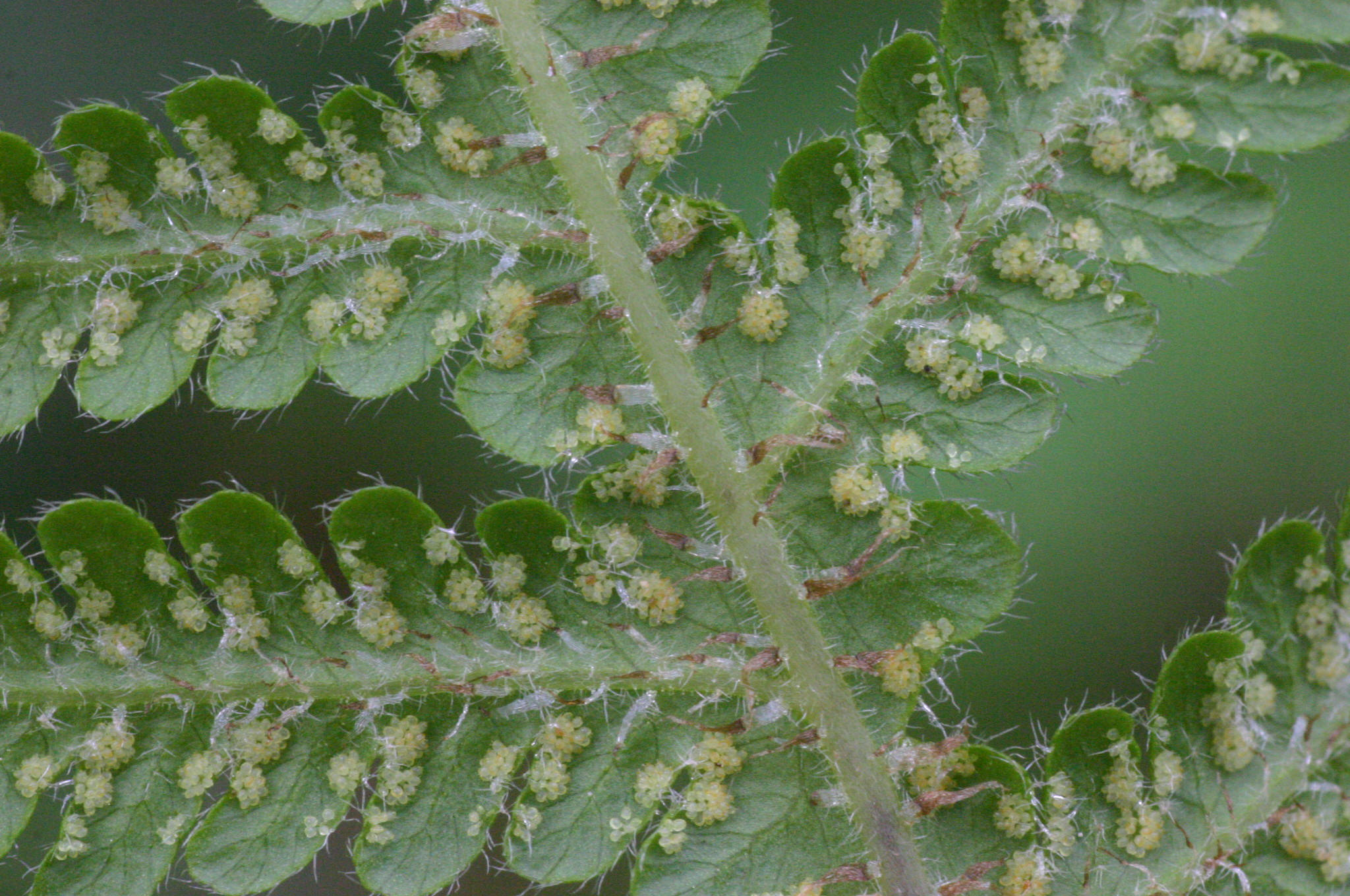
Fertiler Wedel von unten

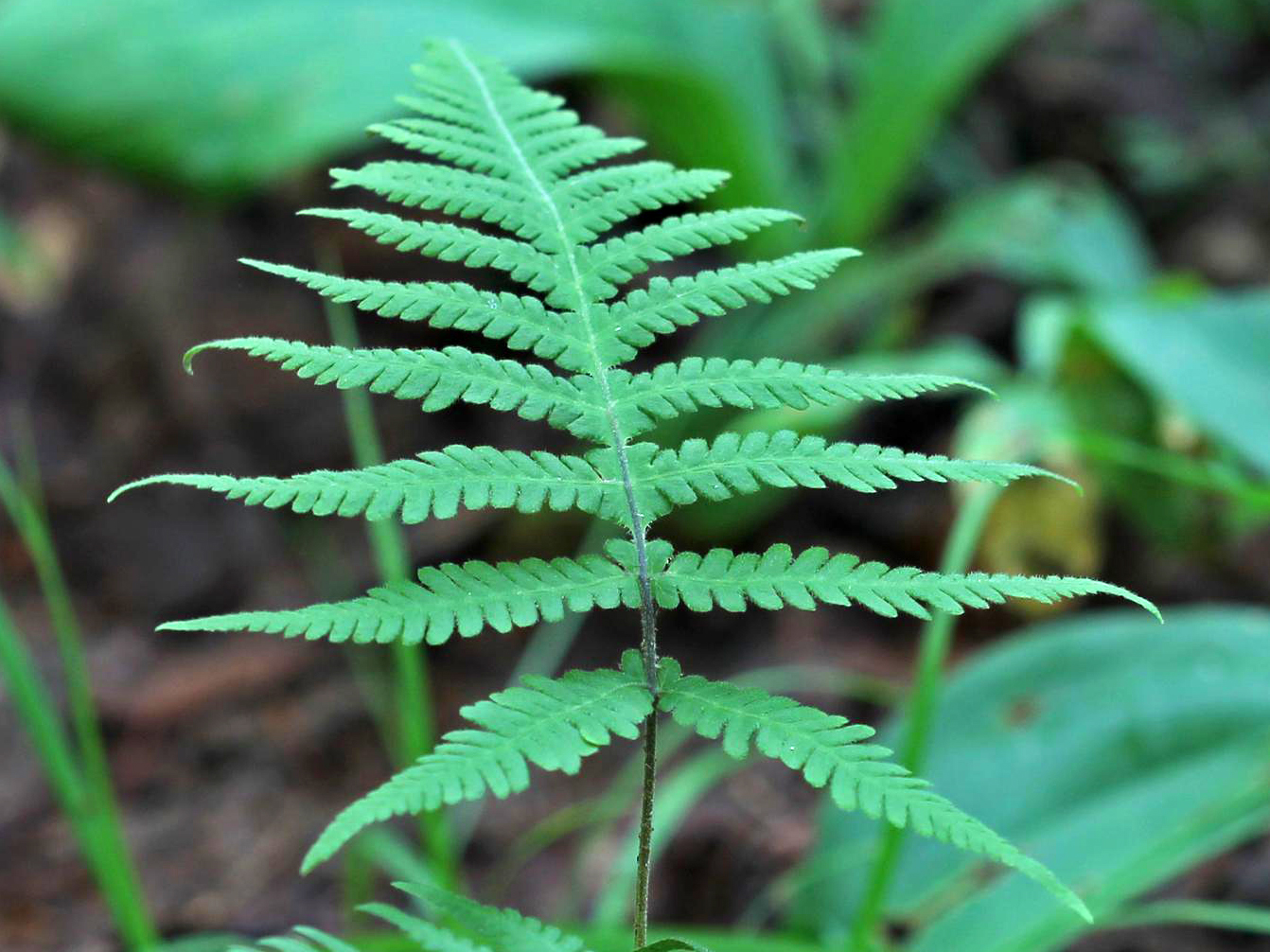
Blattwedel

Der Buchenfarn erreicht eine Wuchshöhe von 15 bis 30, selten bis zu 50 Zentimetern. Das kriechende bis aufsteigende, längliche und verzweigte Rhizom weist einen Durchmesser von nur 1 bis 2,5 Millimetern auf.
Die Blattwedel stehen einzeln, nicht in einer Rosette, jedoch oft in Herden dicht beieinander.
Die zarte und matt hell-grüne Blattspreite ist bei einer Länge von 7 bis 22 Zentimetern sowie einer Breite von 5 bis 15 Zentimetern im Umriss dreieckig bis pfeilförmig und besitzt eine spreuschuppige Oberseite. Die mittleren Fiedern setzen an der Blattspindel breit an. Die untersten Fiedern stehen nach rückwärts ab, sind aber nicht wesentlich größer als die anderen. Jeder Wedel hat auf jeder Seite 12 bis 20 Fiedern. Sie sind gegenständig und stehen ziemlich nahe beieinander. Die Fiedern bilden mit Ausnahme der untersten 2 Paare an der Blattspindel dreieckige Flügel.
Die Sori sind klein und schleierlos. Sporenreife erfolgt von Juli bis September.

### Chromosomensatz
Es liegt Triploidie vor und die Chromosomenzahl beträgt 2n = 90.

## Ökologie
Der Buchenfarn ist ein sommergrüner Rhizom-Geophyt. Die Spaltöffnungen befinden sich in Anpassung an seinen luftfeuchten Standort auf der Blattober- und Blattunterseite.
Die Sporen breiten sich als Körnchenflieger aus. Die generative Vermehrung erfolgt apomiktisch, d. h. Vorkeim und Sporophyt haben denselben Chromosomensatz, diese Art ist triploid. Der Sporophyt entwickelt sich ohne Befruchtung aus der Eizelle und bei der Sporenbildung entfällt die Reduktionsteilung. Die Vermehrung ist also apomiktisch.
Die vegetative Vermehrung erfolgt durch das verzweigte Rhizom.
Die Blätter werden oft vom Pilz Uredinopsis filicina befallen.

## Vorkommen
Die Art besitzt ein zirkumpolares Areal. Die Verbreitung wird als submeridional/montan bis boreal mit ozeanischer Ausprägung beschrieben. Er kommt in fast ganz Europa vor, ist jedoch im Süden selten. Er fehlt in Europa nur in Portugal und Moldawien. Sein Verbreitungsgebiet reicht von Europa bis Westasien, umfasst den Kaukasusraum, Ostasien und Nordamerika.
In Österreich ist er recht häufig und kommt in allen Bundesländern mit Ausnahme Wiens vor. In Deutschland ist er ebenfalls häufig, jedoch in einigen Bundesländern gefährdet (Schleswig-Holstein, Nordrhein-Westfalen, Saarland, Sachsen-Anhalt, Tieflandregion Niedersachsens).
Der Buchenfarn wächst in Mitteleuropa vor allem in Wäldern auf modrigen, humosen, eher bodensauren und kalkarmen Böden, aber auch in Gebüschen, Hochstaudenfluren und im Krummholz. Häufig tritt er in Rotbuchen-, Tannen- und Fichten-Mischwäldern auf. Er kommt in der montanen bis subalpinen Höhenstufe vor. In den Allgäuer Alpen steigt er im Tiroler Teil zwischen Bergkiefern auf dem Weg von Hinterhornbach zur Kaufbeurener Hütte  bis zu einer Höhenlage von 1600 Meter auf. Nach Oberdorfer gedeiht er in Mitteleuropa besonders auf sickerfrischen, kühlen, mehr oder weniger nährstoffreichen, basenreichen, kalkarmen, mäßig sauer-humosen, lockeren, meist mittelgründigen steinigen Lehmböden. Er steigt in Vorarlberg im Montafon am Vergoldner Jöchl bis zu einer Höhenlage von etwa 2500 Metern auf.
Die ökologischen Zeigerwerte nach Landolt et al. 2010 sind in der Schweiz: Feuchtezahl F = 3w (mäßig feucht aber mäßig wechselnd), Lichtzahl L = 2 (schattig), Reaktionszahl R = 2 (sauer), Temperaturzahl T = 3 (montan), Nährstoffzahl N = 2 (nährstoffarm), Kontinentalitätszahl K = 3 (subozeanisch bis subkontinental).

## Taxonomie
Die Erstveröffentlichung erfolgte 1753 unter dem Namen Polypodium phegopteris durch Carl von Linné in Species Plantarum, Tomus II, Seite 1089. In einer Gattung Phegopteris konnte das Artepitheton phegopteris keine Anwendung finden, man musste daher auf das nächstgültige Epitheton zurückgreifen - connectile -, das 1803 von André Michaux als Polypodium connectile in Flora Boreali-Americana, Band 2, Seite 271–272 veröffentlicht worden war. Diese Art wurde 1867 durch David Allan Poe Watt als Phegopteris connectilis (Michx.) Watt in Canadian Naturalist and Geologist, Montreal n.s., Band 3 (2), Seite 159 in die Gattung Phegopteris gestellt. Weitere Synonyme für den akzeptierten Artnamen Phegopteris connectilis (Michx.) Watt sind: Phegopteris vulgaris Mett., Nephrodium phegopteris (L.) Prantl, Lastrea phegopteris (L.) Bory, Phegopteris polypodioides Fée, Dryopteris phegopteris (L.) C.Chr., Thelypteris phegopteris (L.) Sloss. Das Epitheton connectilis bedeutet „verbunden“, weil die Fiedern erster Ordnung beim Buchenfarn entlang der Mittelrippe miteinander verbunden sind.